# Amos Luchetti Gentiloni
Amos Luchetti Gentiloni (Filottrano, 9 agosto 1889 – Filottrano, 19 novembre 1969) è stato un architetto italiano.

## Biografia
Nel 1905 ottenne la licenza di Scuola tecnica pareggiata a Cingoli, nel 1907 e nel 1908 fu premiato dall'Istituto di belle arti delle Marche in Urbino con medaglia d'argento e diploma di primo grado per gli anni scolastici 1906/1907 e 1907/1908. Nel 1909 il Ministero della pubblica istruzione lo abilitò all'insegnamento di disegno nelle scuole tecniche e normali e lo nominò assistente alla Scuola di disegno della Regia Università di Cagliari. Sempre nello stesso anno venne applicato come aiutante ingegnere presso l'ufficio tecnico del Comune di Roma. Nel 1910 fu tra i tre vincitori del concorso a disegnatore del comune di Biella. Nel 1911 fu nominato aiutante di terza classe presso l'ufficio tecnico del Comune di Roma e, sempre nello stesso anno, attivò la Manifattura picena, fabbrica di ceramica artistica in Roma, a San Salvatore in Lauro.
Nel 1914 fu assistente di disegno presso l'Istituto tecnico di Roma e ottenne presso il Regio Istituto superiore di belle arti delle Marche di Urbino la licenza del corso speciale di architettura e il diploma di professore di disegno architettonico col massimo dei voti. Nel 1915 sostenne presso il Regio Istituto superiore di belle arti di Roma cinque esami integrativi per il corso di architettura. Durante la sua vita fu promosso dal Consiglio comunale di Roma aiutante di seconda classe per merito (1917) e partecipò a numerosi concorsi per monumenti ai caduti di guerra (1921). Nel 1923 lasciò l'impegno pubblico per dedicarsi alla libera professione. Fu nominato cavaliere dell'Ordine della corona d'Italia e cavaliere dell'Ordine equestre di Sant'Agata (1925). Nel 1927 iniziò la consulenza artistica presso il mobilificio Maggini di Recanati, l'anno seguente fu iscritto dal Regio Tribunale di Roma nell'albo professionale degli ingegneri ed architetti. Inoltre, fu nominato commendatore dell'Ordine della corona d'Italia (1934), commendatore dell'Ordine equestre di Sant'Agata (1935), presidente dell'Istituto autonomo case popolari di Ancona (1938), grande ufficiale dell'Ordine equestre di Sant'Agata (1939), cavaliere dell'Ordine dei SS. Maurizio e Lazzaro (1942). Il ministro di grazia e giustizia lo nominò componente della Commissione per gli studi riforma degli ordinamenti professionali degli architetti in Roma e componente il Consiglio nazionale degli architetti sempre in Roma (1951). Nel 1958 il ministro della pubblica istruzione gli conferì la medaglia d'argento per i benemeriti della scuola, della cultura e dell'arte.
Profondamente legato alla sua terra marchigiana, progettò nella sua regione natale opere insigni fra cui il palazzo Ascoli di Ancona (attualmente sede del Consolato della Repubblica di San Marino), provvide alla sistemazione del palazzo di giustizia di Urbino e alla ricostruzione del palazzo comunale di Fossombrone (monumento nazionale), per non contare i numerosi restauri di altri importanti monumenti nazionali. A lui si deve la casa di riposo di Ester Gigli di Recanati, l'ospedale civile di Filottrano e di Sassoferrato nonché i progetti di trasformazione degli ospedali di Fabriano e di Urbino e le scuole di Cingoli e Fossombrone. Progettò le ville per il senatore Pitocco a Roma, la villa per la famiglia Sonnino in Ancona, le chiese di Casine di Paterno e Montoro di Filottrano, tombe monumentali nei cimiteri di Roma, Forlì, Filottrano, Fossombrone, San Marino, oltre a monumenti onorari per caduti di guerra, compreso quello per i militari francesi caduti in Italia e il grande faro storto in America per gli scomparsi del Lusitania. Eseguì notevoli opere nei cantieri navali di Ancona, di Riva Trigoso, di Rivarolo e di Palermo, nonché opere per gli stabilimenti della Mira Lanza e per zuccherifici italiani. Notevoli anche i restauri per la sistemazione di piazza del Quirinale, di piazza del Popolo, di palazzo Firenze (sede della "Dante Alighieri"), di piazza del Cinquecento e di Castro Pretorio a Roma. L'attività più importante la svolse quando, scelto fra gli architetti insieme al francese Hebrand, fu chiamato dal noto americano Hendrik Andersen a progettare la realizzazione di una grande città che sarebbe dovuta sorgere in America, dopo la Prima guerra mondiale, quale centro mondiale per la pace. La scomparsa di Andersen impedì la realizzazione dell'imponente impresa e i progetti di Luchetti Gentiloni finirono in parte America e in parte vennero donati allo Stato italiano. In campo regionale fu ispettore onorario dei monumenti di Ancona e presidente della Commissione per le bellezze naturali, membro dell'Accolta dei Trenta, socio dell'Istituto marchigiano di scienze, lettere e arti, accademico dei "Catenati" di Macerata. In campo nazionale fu componente del Consiglio nazionale degli architetti e della Commissione governativa per lo studio delle leggi professionali.
Nel cinquantenario della sua attività professionale (dicembre 1958) il presidente della Repubblica italiana gli conferì la medaglia d'argento quale benemerito della Scuola della cultura e dell'arte. Nella Repubblica di San Marino impiantò, nel primo decennio del '900, in località Fondi, una piccola fabbrica di ceramiche di pregio, alcune delle quali ora si conservano nel museo governativo di San Marino. È stato autore, in San Marino, di pregevoli opere fra cui: i lavori alla chiesa ed alla pinacoteca del convento di San Francesco, alla basilica del Santo, al palazzo governativo dei congressi, il ricordo marmoreo a papa Giovanni XXIII nella chiesa di San Pietro ed, ultimo in ordine di tempo ma non certamente di importanza, il monumento al grande architetto Bramante delle Penne di San Marino. Sempre qui dedicò, con vivace operosità e con grande capacità artistica, l'ultimo decennio della sua vita e, per la sua attività all'estero, gli venne conferita la medaglia d'oro al merito della Repubblica italiana. Anche il governo sammarinese lo insignì del titolo di grand'ufficiale dell'Ordine equestre di San Marino. Per discendenza, godette anche del titolo di patrizio sammarinese per aggregazione della sua famiglia al patriziato fin dal 1789.